# Sigfridsön
Sigfridsön är en ö i Lule skärgård. Ön är bebyggd med några stugor, men saknar fast befolkning. På kartor från början av 1700-talet kallades ön för Strömsön, men namnet Sigfridsön har använts åtminstone sedan 1757.